# Wojciech Piecha
Wojciech Piotr Piecha est un homme politique polonais, mineur et fonctionnaire local, sénateur des 9e et 10e législatures du Sénat de Pologne né le 13 février 1958 à Rybnik. Il est le frère de Bolesław Piecha.

## Biographie
Il est diplômé de la faculté d'exploitation minière et de géologie de l'École polytechnique de Silésie et d'études de troisième cycle en santé et sécurité au travail. Piecha travaille à la mine de charbon de Jankowice.
Il s'engage dans l'activité politique au sein du parti Droit et justice. Sur la liste du parti Droit et justice en 2006, il se présente sans succès au poste de conseiller municipal de la ville de Rybnik. Il entre au conseil municipal en 2007 à la place de Tadeusz Gruszka (pl). Il conserve cette position lors des élections suivantes, en 2010 et 2014,, et devient le chef du club des conseillers de son parti.
Lors des élections parlementaires polonaises de 2015, au nom du parti Droit et Justice, il est élu au Sénat pour un neuvième mandat dans la circonscription 73. Lors des élections de 2019, il se présente avec succès à la réélection au Sénat. Il n'est pas réélu en 2023.